# 3 kopiejki (1850–1859) BM
3 kopiejki 1850–1859 BM – moneta o wartości trzech kopiejek, bita w mennicy w Warszawie, na podstawie zgody cara Mikołaja I z 23 stycznia 1850 r., wyrażonej na wybicie w Warszawie 50 000 rubli w miedzi, stemplami rosyjskimi, według systemu wagowego opartego na funcie rosyjskim i stopy menniczej definiującej bicie 32 rubli z jednego puda miedzi. Została zastąpiona przez monetę trzykopiejkową (1860–1863) BM, ze zmienionym rysunkiem orła na awersie.

## Awers
Na tej stronie umieszczono orła cesarstwa rosyjskiego – dwugłowy orzeł z trzema koronami, w prawej łapie trzyma miecz i berło, w lewej jabłko królewskie, na piersi tarcza herbowa ze Św. Jerzym na koniu powalającym smoka, wokół tarczy łańcuch z krzyżem Św. Andrzeja, na skrzydłach orła sześć tarcz z herbami – z lewej strony Kazania, Astrachania, Syberii, z prawej strony Królestwa Polskiego, Krymu i Wielkiego Księstwa Finlandii.

## Rewers
Na tej stronie w wieńcu znajduje się nominał „3", pod nią napis „КОПѢЙКИ”, poniżej rok 1850, 1851, 1852, 1853, 1854, 1856, 1857, 1858 lub 1859, a pod nim znak mennicy w Warszawie – litery w cyrylicy В.М. (Варшавская Монета).

## Opis
Monetę bito w mennicy w Warszawie, w miedzi, na krążku o średnicy 32 mm, masie 15,36 grama, z rantem gładkim. Według sprawozdań mennicy w latach 1850–1854 oraz 1856–1859 w obieg wypuszczono 2 049 792 monet.
Stopień rzadkości poszczególnych roczników przedstawiono w tabeli:
| Rocznik              | Stopień rzadkości | Szacowana liczba egzemplarzy | Zdjęcie |
| -------------------- | ----------------- | ---------------------------- | ------- |
| 3 kopiejki 1850 B.M. | R3                | 601–3000                     |         |
| 3 kopiejki 1851 B.M. | R2                | 3001–15 000                  |         |
| 3 kopiejki 1852 B.M. | R1                | 15 001–80 000                |         |
| 3 kopiejki 1853 B.M. | R2                | 3001–15 000                  |         |
| 3 kopiejki 1854 B.M. | R2                | 3001–15 000                  |         |
| 3 kopiejki 1856 B.M. | R1                | 15 001–80 000                |         |
| 3 kopiejki 1857 B.M. | R4                | 121–600                      |         |
| 3 kopiejki 1858 B.M. | R2                | 3001–15 000                  |         |
| 3 kopiejki 1859 B.M. | R1                | 15 001–80 000                |         |

Ze względu na fakt, że okres bicia monety przypada na czas rządów dwóch carów, w numizmatyce rosyjskiej moneta, w zależności od wybitej daty, zaliczana jest do dwóch odrębnych kategorii:
- monet cara Mikołaja I (1850–1854) oraz
- monet cara Aleksandra II (1856–1859).

Moneta o tym samym nominale i takich samych rysunkach rewersu i awersu, poza Warszawą, była bita jeszcze w dwóch mennicach:
| Nominał    | Lata                | Znak mennicy | Mennica       | Uwagi              |
| ---------- | ------------------- | ------------ | ------------- | ------------------ |
| 3 kopiejki | 1849                | С.П.М.       | Petersburg    | jako moneta próbna |
| 3 kopiejki | 1849–1859           | Е.М.         | Jekaterynburg |                    |
| 3 kopiejki | 1850–1854,1856–1860 | B.M.         | Warszawa      |                    |